# خرونینگن

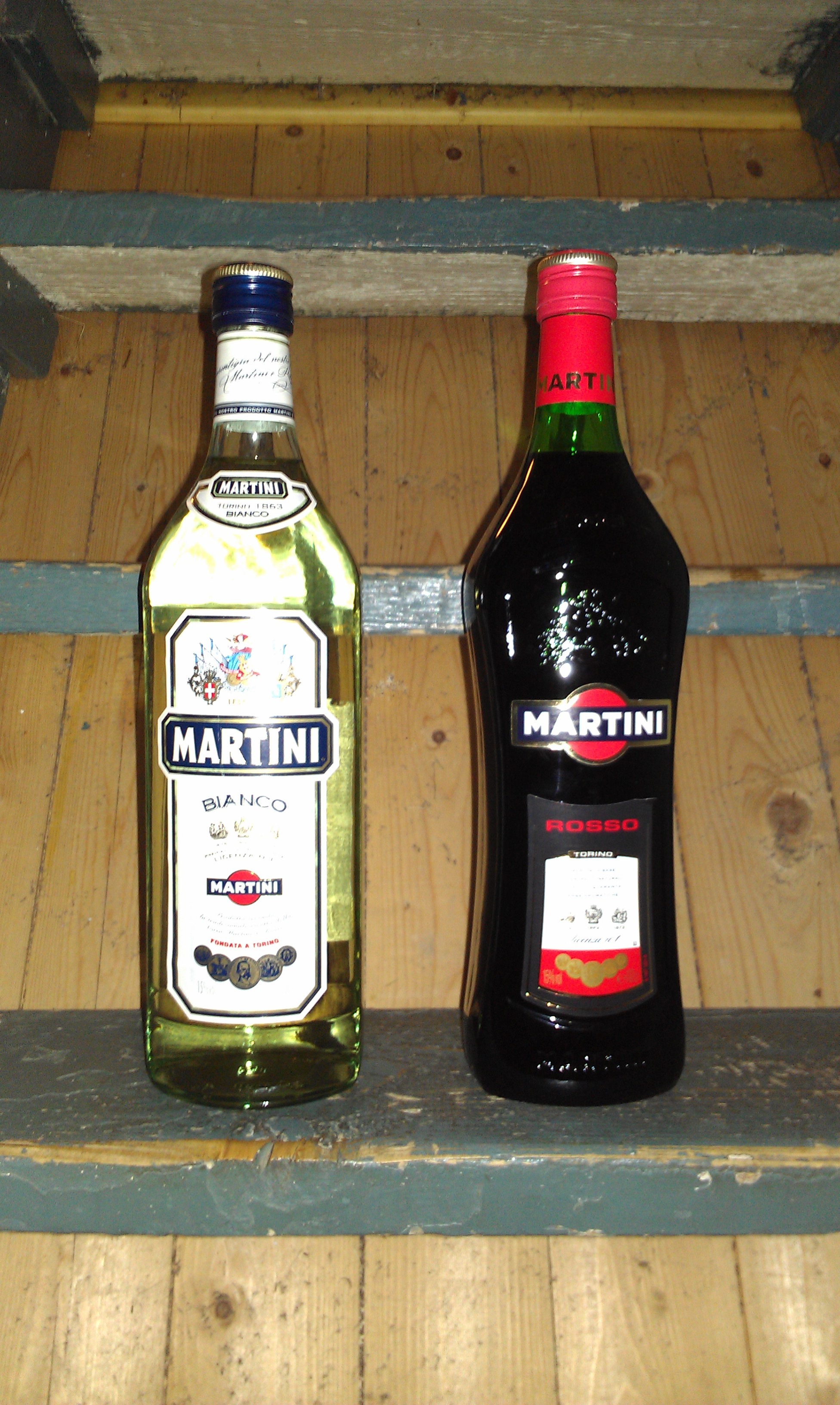
نمایی از برج مارتینی شهر خرونینگن

خرونینگن (به هلندی: Groningen) نام شهری است که در استانی به همین نام در شمال هلند قرار دارد و مرکز اقتصادی-فرهنگی شمال هلند به‌شمار می‌رود.
عمده شهرت این شهر به دلیل وجود دانشگاه خرونینگن و جمعیت بالای دانشجویان در این شهر است.
جمعیت خرونینگن حدود ۱۸۵٬۰۰۰ نفر است که نیمی از آن را افراد زیر ۳۵ سال تشکیل می‌دهند.
از مکان‌های دیدنی این شهر می‌توان به برج کلیسای مارتینی، بازار ماهی، موزهٔ هنرهای معاصر خرونینگن، ساختمان قدیمی ایستگاه راه‌آهن، ساختمان تالار شهر و ساختمان تالار موسیقی آن اشاره کرد.
اهمیت اقتصادی خرونینگن هنگامی آشکار می‌شود که بدانیم بزرگ‌ترین کارخانهٔ شکر جهان و یکی از بزرگ‌ترین کارگاه‌های کشتی‌سازی جهان در این استان قرار دارد. همچنین، خرونینگن دارای منابع گازیِ زیرزمینی باارزشی است که از بزرگ‌ترین ذخایر گازی در اروپا به‌شمار می‌رود.
مرکز پزشکی دانشگاه گرونینگن بیمارستان هزارتختخوابی مجهزی است که در کنار درمان بیماران به تربیت متخصصان و دانشجویان پزشکی نیز می‌پردازد.
شهر خرونینگن، مرکز استان خرونینگن در هلند، تاریخچه‌ای غنی دارد که به قرون وسطی بازمی‌گردد. در این دوران، خرونینگن به‌عنوان یک شهر مستقل با دیوارهای مستحکم، به یک مرکز تجاری مهم تبدیل شد. در قرن پانزدهم، این شهر به اوج قدرت خود رسید و حتی بر بخش‌هایی از استان فریسلاند تسلط یافت.
در دوران جمهوری هلند، خرونینگن نقش مهمی در مقاومت در برابر حملات خارجی ایفا کرد. در سال 1672، این شهر در برابر محاصره نیروهای اسقف مونستر مقاومت کرد؛ رویدادی که هر ساله در 28 اوت با جشن "Gronings Ontzet" گرامی داشته می‌شود.
در قرن نوزدهم، خرونینگن با توسعه صنعتی و گسترش زیرساخت‌ها مواجه شد. در طول جنگ جهانی دوم، بخش‌هایی از شهر در نبرد خرونینگن در آوریل 1945 آسیب دید، اما بسیاری از بناهای تاریخی مانند برج مارتینی و تالار شهر سالم ماندند.
پس از جنگ، خرونینگن به‌سرعت بازسازی شد و به یک مرکز دانشگاهی و فرهنگی پرجنب‌وجوش تبدیل گردید. امروزه، این شهر با ترکیبی از تاریخ غنی و زندگی مدرن، مقصدی جذاب برای بازدیدکنندگان و دانشجویان است.
شهر خرونینگن بر روی بخش شمالی هوندسروخ (Hondsrug) قرار گرفته است. در سمت غرب و شرق شهر، در گذشته مناطق پست و پوشیده از باتلاق وجود داشتند. در شمال شهر، منطقه‌ای از خاک رس به نام اوملاندر (Ommelanden) قرار دارد. هوندسروخ مسیر تاریخی به سمت جنوب بوده، در حالی که رودخانه‌های هونزه (Hunze) و درنتسه آ (Drentsche Aa)، که بعدها به رایدیپ (Reitdiep) تبدیل شدند، اتصال به دریا در شمال را فراهم می‌کردند. این ویژگی‌ها باعث شد که خرونینگن از نظر تاریخی نقش مرکزی ایفا کند و با گذشت زمان، شبکه‌ای از مسیرها و آبراه‌ها از این شهر به سراسر استان گسترش یابد.

## آب و هوا
شهر خرونینگن، مانند تمام مناطق هلند، دارای آب‌وهوای اقیانوسی است. به دلیل موقعیت شمالی این شهر، دماهای کمینه کمی پایین‌تر از دیگر شهرهای هلند است.
استان خرونینگن